# Grażyna Brodzińska

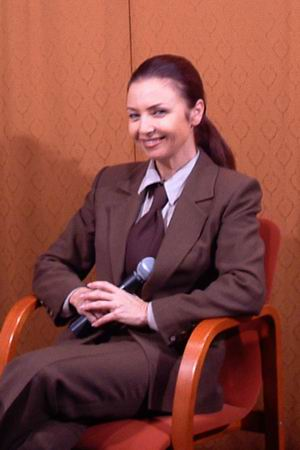
Grażyna Brodzińska

Grażyna Brodzińska (sinh ngày 5 tháng 5 năm 1951 tại Kraków) là một ca sĩ nhạc kịch, operetta và opera (giọng soprano) kiêm diễn viên người Ba Lan. Bà có biệt danh là Đệ nhất phu nhân của operetta Ba Lan.

## Sự nghiệp
Brodzińska đã biểu diễn tại Nhà hát Nhạc kịch ở Gdynia, Nhà hát Nhạc kịch ở Szczecin, Nhà hát Nhạc kịch ở Poznań, Warsaw Operetta, Nhà hát Nhạc kịch Roma ở Warsaw, và nhiều nhà hát nhạc kịch trên khắp thế giới.
Năm 2019, bà tham gia diễn xuất trong loạt phim truyền hình Barwy szczęścia (Màu sắc của hạnh phúc) trong vai nghệ sĩ dương cầm Arleta Banach.